# Talpa davidiana
Talpa davidiana (Кріт Давида) — комахоїдний ссавець роду кротів родини кротових (Talpidae).

## Поширення
Країни поширення: Іран, Туреччина. Зразки були зібрані завжди на висоті близько 2000 метрів над рівнем моря. Мешкає на гірських луках і пасовищах. 

## Життя
Живе норах і харчується хробаками і комахами.